# Лейкопоэз
Лейкопоэз (лат. leucopoesis, leucopoiesis; др.-греч. λευκός — белый и ποιεῖν — выработка, образование; син.: лейкогенез, лейкоцитопоэз) — образование лейкоцитов; обычно протекает в кроветворной ткани костного мозга.

## Процессы лейкопоэза
Лейкоцитопоэз (лейкопоэз) включает гранулоцитопоэз (гранулопоэз), лимфоцитопоэз (лимфопоэз) и моноцитопоэз (монопоэз).

## Гранулопоэз
В гранулоцитарном ряду миелобласт является первой морфологически различимой клеткой. Он имеет нежноструктурное ядро, единичные нуклеолы.
Форма ядра круглая, размеры чуть меньше, чем у эритробласта.
Миелобласт отличается от недифференцируемых бластов из класса клеток-предшественниц наличием зернистости в цитоплазме; форма клетки чаще круглая, ровная.
Следующей стадией созревания гранулоцитов является промиелоцит — нейтрофильный, эозинофильный и базофильный.
Круглое или бобовидное ядро промиелоцита больше ядра миелобласта почти вдвое, хотя эта клетка и не является полиплоидной; оно часто располагается эксцентрично, и в нём можно видеть остатки нуклеол. Структура хроматина уже утрачивает нежное нитчатое строение бластных клеток, хотя и не имеет грубоглыбчатого строения. Площадь цитоплазмы примерно равна площади ядра; цитоплазма обильно насыщена зернистостью, имеющей характерные для каждого ряда особенности. Для нейтрофильного ряда промиелоцит является самой зернистой клеткой. Его зернистость полиморфная — крупная и мелкая, окрашивается и кислыми и основными красителями.
В промиелоците зернистость часто располагается и на ядре. Зернистость эозинофильного промиелоцита, имея характерную для эозинофилов однотипность зерен (типа «кетовой икры»), вместе с тем окрашивается как кислыми, так и основными красителями. Базофильный промиелоцит имеет крупную полиморфную базофильную зернистость.
Поскольку переход от промиелоцита к следующей стадии созревания клеток — миелоциту — не является резким, появилась промежуточная форма, названная «материнский миелоцит», которая по всем признакам соответствует описанному промиелоциту, но отличается от него более грубым ядром. В практике эта форма не учитывается, в миелограмму она не вошла.
Миелоцит представляет собой клетку с круглым или овальным, часто эксцентрически расположенным ядром, потерявшим какие бы то ни было признаки бласта. Цитоплазма окрашена в серовато-синеватый тон, её зернистость у нейтрофильного миелоцита мельче, чем у промиелоцита. Относительная площадь цитоплазмы нарастает. Эозинофильный миелоцит имеет характерную однотипную оранжево-красную зернистость, базофильный миелоцит — полиморфную крупную базофильную зернистость.
Метамиелоцит характеризуется бобовидным крупноглыбчатым ядром, расположенным обычно эксцентрично. Площадь его цитоплазмы больше площади ядра и цитоплазма содержит ту же зернистость, что и миелоцит, но в нейтрофильных метамиелоцитах она более скудная, чем в миелоцитах.

## Моноцитопоэз
Моноцитарный ряд представлен довольно простыми стадиями перехода. Монобласт в норме трудно отличить от миелобласта или недифференцируемого бласта, но при монобластном остром или моноцитарном хроническом лейкозе эти клетки легко выявить с помощью гистохимической окраски. Промоноцит имеет ядро промиелоцита, но лишен зернистости.
В лимфоцитарном ряду лимфобласт (большой лимфоцит) имеет все черты недифференцируемого бласта, но характеризуется иногда единичными крупными нуклеолами. Обнаружение в мазке из лимфатического узла или селезёнки бласта без зернистости позволяет относить его к лимфобластам. Попытка дифференцировать лимфобласт, монобласт и недифференцируемый бласт по величине и форме ядра, по ширине ободка цитоплазмы не имеет успеха, так как лимфобласт под влиянием антигенного стимулирования может претерпевать самые различные изменения.
Пролимфоцит имеет относительно гомогенную структуру ядра, нередко остатки нуклеол, но в нём нет характерной для зрелого лимфоцита крупной глыбчатости хроматина.

## Плазмобласт
Плазмобласт имеет бластное ядро, беззернистую фиолетово-синюю цитоплазму. Проплазмоцит по сравнению с плазмоцитом обладает более плотным ядром, расположенным обычно эксцентрично, относительно большей цитоплазмой сине-фиолетового цвета. Плазмоцит характеризуется колесовидным плотным ядром, лежащим эксцентрично; цитоплазма — сине-фиолетовая, иногда с несколькими азурофильными красноватыми гранулами. И в норме, и в патологии он может быть многоядерным.
Будучи гистогенетически единой, кроветворная система в своём функционировании характеризуется определённой независимостью поведения отдельных ростков.